# 175. vestlige længdekreds
Den 175. vestlige længdekreds (eller 175 grader vestlig længde) er en længdekreds, der ligger 175 grader vest for nulmeridianen. Den løber gennem Ishavet, Asien, Stillehavet, det Sydlige Ishav og Antarktis.